# Poloni
Poloni, amtlich portugiesisch Município de Poloni, ist eine Gemeinde im brasilianischen Bundesstaat São Paulo. Die Bevölkerung wurde zum 1. Juli 2021 auf 6166 Einwohner geschätzt, die Potonienser genannt werden und auf einer Gemeindefläche von rund 135,1 km² leben.

## Toponymie
Benannt ist der Ort Poloni nach dem Kaffeeplantagenbesitzer Cândido Poloni, der 1926 das erste Grundstück für den neuen Ort stiftete. Er wurde später der erste Bürgermeister.

## Geschichte
Die Gemeinde wurde 1953 durch Landesgesetz gegründet.

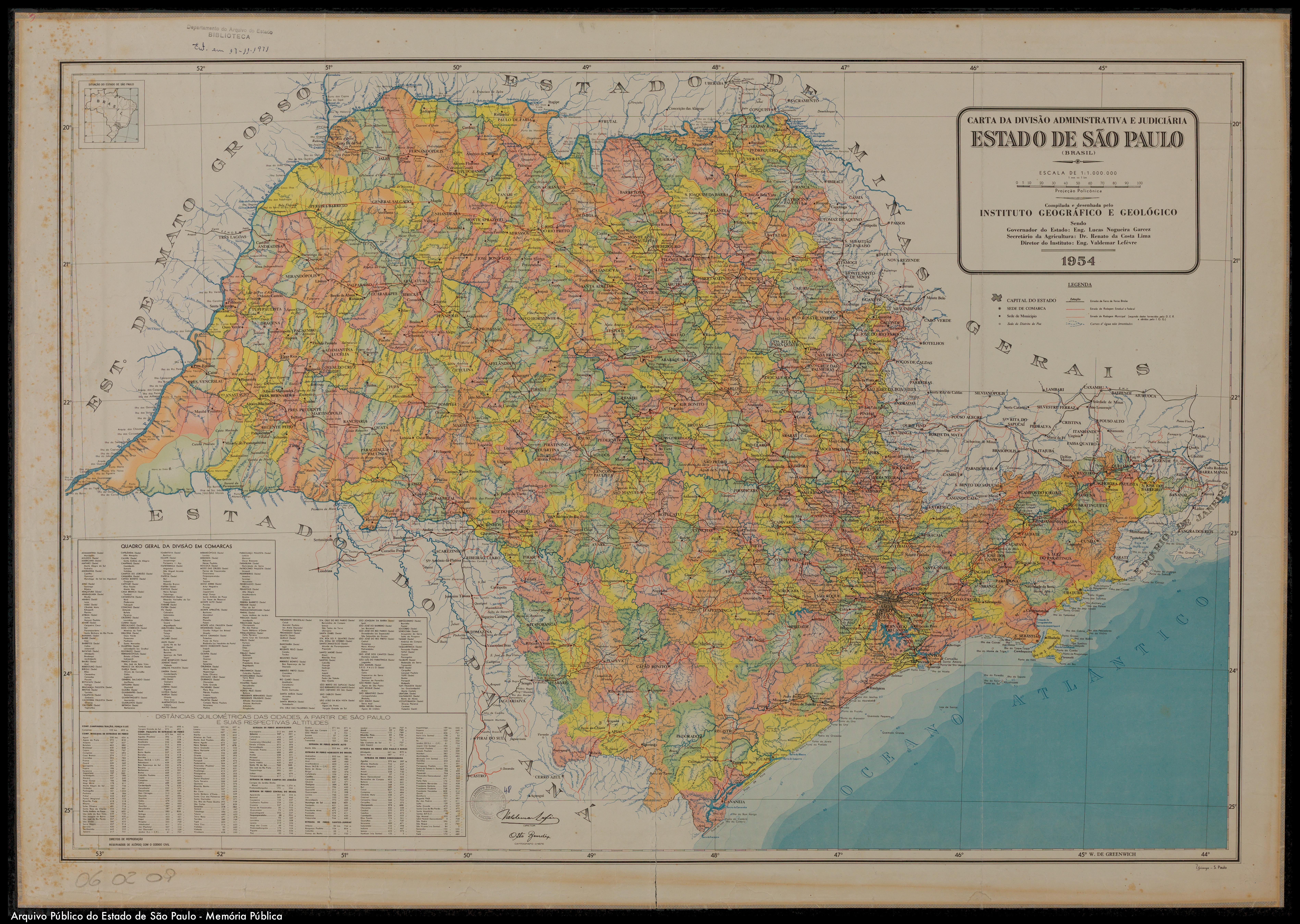
Karte des Bundesstaates São Paulo (1953).

## Geographie
Poloni bildet innerhalb des Munizips Monte Aprazível eine Enklave. Der Ortssitz liegt auf einer Höhe von 538 Metern über Meeresspiegel. Die Entfernung zur Landeshauptstadt São Paulo beträgt 487 km. Geomorphologisch liegt es auf dem Planalto Ocidental Paulista, der westlichen Hochebene von São Paulo.

### Vegetation
Das vorherrschende Biom ist Mata Atlântica.

### Klima
Die Gemeinde hat tropisches Klima, Aw nach der Klimaklassifikation nach Köppen und Geiger. Die Durchschnittstemperatur ist 23,8 °C. Die durchschnittliche Niederschlagsmenge liegt bei 1390 mm im Jahr. Im Südsommer fallen in Poloni deutlich mehr Niederschläge als im Südwinter.

## Kommunalpolitik
Bei der Kommunalwahl 2020 wurde Waldenor Montanari Júnior, genannt Juninho Montanari, von den Democratas (DEM) für die Amtszeit von 2021 bis 2024 zum Stadtpräfekten (Bürgermeister) gewählt.

## Religion
Die katholische Bevölkerung gehört zum Erzbistum São José do Rio Preto.